# Рґелев
Рґелев (пол. Rgielew) — село в Польщі, у гміні Клодава Кольського повіту Великопольського воєводства.
Населення — 284 особи (2011).
У 1975-1998 роках село належало до Конінського воєводства.

## Демографія
Демографічна структура станом на 31 березня 2011 року:
|          | Загалом | Допрацездатний вік | Працездатний вік | Постпрацездатний вік |
| -------- | ------- | ------------------ | ---------------- | -------------------- |
| Чоловіки | 147     | 30                 | 104              | 13                   |
| Жінки    | 137     | 25                 | 78               | 34                   |
| Разом    | 284     | 55                 | 182              | 47                   |